# Discocerina
Discocerina är ett släkte av tvåvingar. Discocerina ingår i familjen vattenflugor.

## Bildgalleri

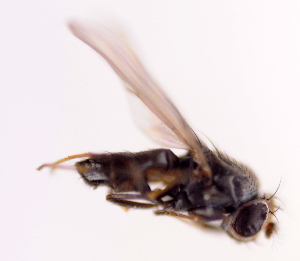

## Dottertaxa tillDiscocerina, i alfabetisk ordning[1][2]
- Discocerina aracataca
- Discocerina atrifacies
- Discocerina avanae
- Discocerina balsamae
- Discocerina biseta
- Discocerina bisetulosa
- Discocerina brunneonitens
- Discocerina buccatum
- Discocerina chalybea
- Discocerina communis
- Discocerina delmarva
- Discocerina flavifrons
- Discocerina flavipes
- Discocerina fumipennis
- Discocerina hendeli
- Discocerina juniori
- Discocerina laevior
- Discocerina mauritanica
- Discocerina nadineae
- Discocerina nana
- Discocerina nepos
- Discocerina nitida
- Discocerina obscura
- Discocerina obscurella
- Discocerina painteri
- Discocerina peculiaris
- Discocerina polita
- Discocerina puella
- Discocerina sana
- Discocerina trilineata
- Discocerina trochanterata
- Discocerina turgidula
- Discocerina univittata